# Atopotrophos
Atopotrophos  (лат. , от др.-греч. ἄτοπος τροφός «необычайный кормилец») — род наездников из семейства Ichneumonidae (подсемейство Tryphoninae).

## Распространение
Распространён в Палеарктике, Неарктике, Южной Америке. Известно около 10 видов.

## Описание
Мелкие наездники, в длину достигают 3—6 мм.

## Список видов
Некоторые виды рода:
- Atopotrophos chinensis Kasparyan, 1975
- Atopotrophos mandibularis Kasparyan, 1975
- Atopotrophos victorovi Kasparyan, 1975